# Tir la Jocurile Olimpice de vară din 2024 - Trap (feminin)
Proba de tir trap feminin de la Jocurile Olimpice 2024 a avut loc în perioada 30-31 iulie 2024 la Centrul Național de Tir din Châteauroux, Franța.

## Program
Orele sunt ora Franței (UTC+1) 
| Data                    | Timp            | Etapă          |
| ----------------------- | --------------- | -------------- |
| Marți, 30 iulie 2024    | 09:00           | Calificări - 1 |
| Miercuri, 31 iulie 2024 | 09:00           | Calificări - 2 |
| Miercuri, 31 iulie 2024 | după calificări | Finala         |

## Rezultate

### Calificări
Rezultate calificări.
| Loc | Sportivă                    | Țară                       | 1  | 2  | 3  | 4  | 5  | Total   | Note |
| --- | --------------------------- | -------------------------- | -- | -- | -- | -- | -- | ------- | ---- |
| 1   | Mar Molné Magriña           | Spania                     | 25 | 25 | 25 | 24 | 24 | 123     | C    |
| 2   | Fátima Gálvez               | Spania                     | 24 | 25 | 25 | 25 | 23 | 122+9   | C    |
| 3   | Adriana Ruano               | Guatemala                  | 25 | 24 | 24 | 24 | 25 | 122+8   | C    |
| 4   | Silvana Stanco              | Italia                     | 25 | 25 | 23 | 24 | 25 | 122+0+1 | C    |
| 5   | Wu Cuicui                   | China                      | 24 | 23 | 25 | 25 | 25 | 122+0+0 | C    |
| 6   | Penny Smith                 | Australia                  | 23 | 25 | 25 | 23 | 25 | 121+2   | C    |
| 7   | Zhang Xinqiu                | China                      | 24 | 25 | 23 | 25 | 24 | 121+1   |      |
| 8   | Maria Ines Coelho De Barros | Portugalia                 | 24 | 24 | 24 | 24 | 25 | 121+0   |      |
| 9   | Jessica Rossi               | Italia                     | 24 | 25 | 23 | 23 | 25 | 120     |      |
| 10  | Mariya Dmitriyenko          | Kazahstan                  | 24 | 24 | 25 | 22 | 25 | 120     |      |
| 11  | Kathrin Murche              | Germania                   | 22 | 25 | 23 | 25 | 24 | 119     |      |
| 12  | Zuzana Rehák-Štefečeková    | Slovacia                   | 23 | 24 | 21 | 24 | 25 | 117     |      |
| 13  | Rümeysa Pelin Kaya          | Turcia                     | 22 | 25 | 22 | 23 | 25 | 117     |      |
| 14  | Lucy Hall                   | Marea Britanie             | 25 | 21 | 24 | 23 | 24 | 117     |      |
| 15  | Alessandra Perilli          | San Marino                 | 23 | 23 | 23 | 23 | 24 | 116     |      |
| 16  | Ryann Paige Phillips        | Statele Unite ale Americii | 24 | 24 | 23 | 21 | 24 | 116     |      |
| 17  | Catherine Skinner           | Australia                  | 22 | 23 | 24 | 24 | 23 | 116     |      |
| 18  | Rachel Tozier               | Statele Unite ale Americii | 22 | 24 | 25 | 22 | 23 | 115     |      |
| 19  | Ana Waleska Soto Abril      | Guatemala                  | 21 | 24 | 23 | 25 | 22 | 115     |      |
| 20  | Kang Gee-eun                | Coreea de Sud              | 22 | 21 | 24 | 23 | 24 | 114     |      |
| 21  | Ray Bassil                  | Liban                      | 23 | 25 | 23 | 23 | 20 | 114     |      |
| 22  | Rajeshwari Kumari           | India                      | 22 | 21 | 25 | 22 | 23 | 113     |      |
| 23  | Shreyasi Singh              | India                      | 22 | 22 | 24 | 22 | 23 | 113     |      |
| 24  | Lee Bo-na                   | Coreea de Sud              | 23 | 23 | 23 | 24 | 20 | 113     |      |
| 25  | Liu Wan-yu                  | Taipeiul Chinez            | 21 | 25 | 25 | 21 | 20 | 112     |      |
| 26  | Lin Yi-chun                 | Taipeiul Chinez            | 25 | 21 | 19 | 21 | 24 | 110     |      |
| 27  | Maggy Ashmawy               | Egipt                      | 23 | 21 | 22 | 21 | 23 | 110     |      |
| 28  | Carole Cormenier            | Franța                     | 19 | 24 | 24 | 21 | 22 | 110     |      |
| 29  | Melanie Couzy               | Franța                     | 19 | 23 | 22 | 22 | 23 | 109     |      |
| 30  | Noora Antikainen            | Finlanda                   | 17 | 23 | 22 | 22 | 23 | 107     |      |

### Finală
Rezultate finală.
| Loc | Sportivă                | Serii | Serii | Serii | Serii | Serii | Serii | Note |
| Loc | Sportivă                | 1     | 2     | 3     | 4     | 5     | 6     | Note |
| --- | ----------------------- | ----- | ----- | ----- | ----- | ----- | ----- | ---- |
| 1   | Adriana Ruano (GUA)     | 23    | 28    | 32    | 37    | 42    | 45    | RO   |
| 2   | Silvana Stanco (ITA)    | 20    | 25    | 29    | 33    | 37    | 40    |      |
| 3   | Penny Smith (AUS)       | 20    | 25    | 29    | 32    |       |       |      |
| 4   | Mar Molné Magriña (ESP) | 21    | 23    | 27    |       |       |       |      |
| 5   | Fátima Gálvez (ESP)     | 18    | 23    |       |       |       |       |      |
| 6   | Wu Cuicui (CHN)         | 17    |       |       |       |       |       |      |